# Планіметр

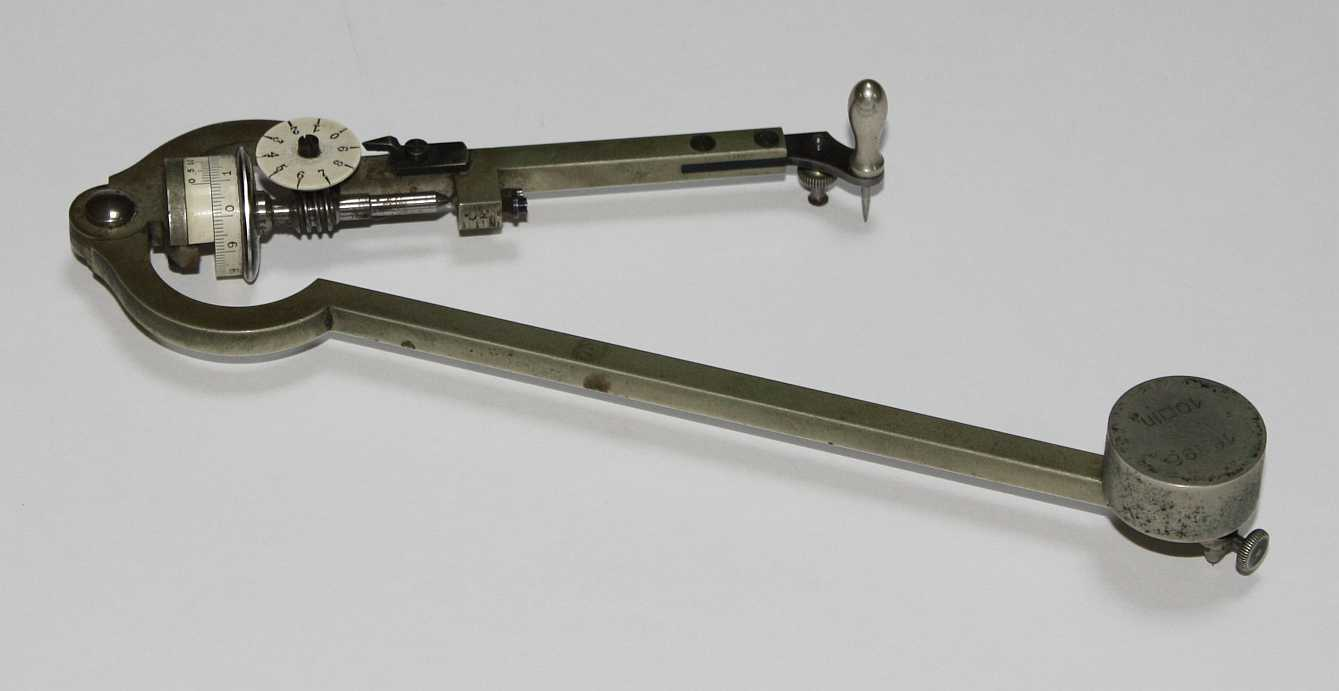
Полярний планіметр Амслера

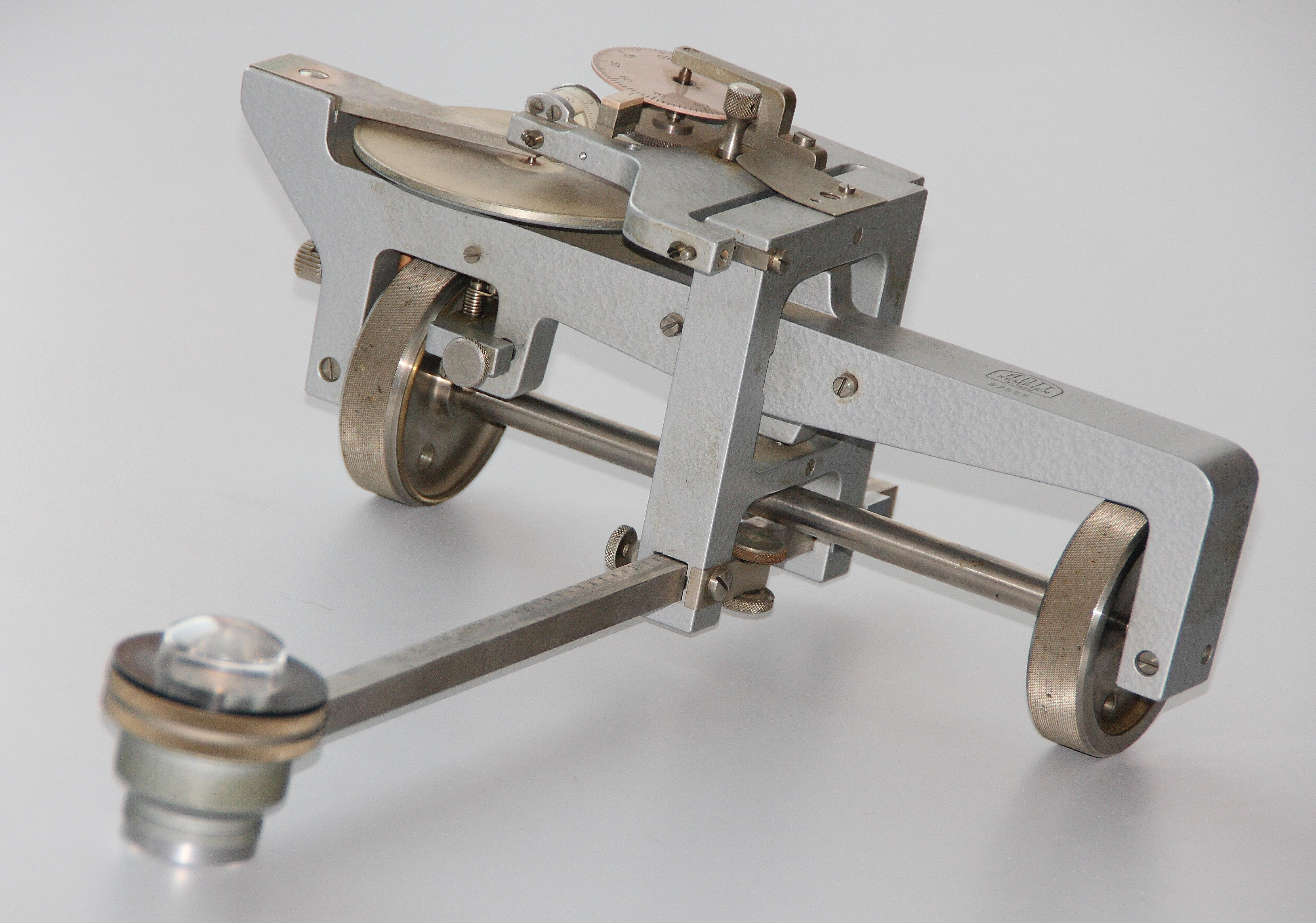
Лінійний планіметр

Планіме́тр (рос. планиметр, англ. planimeter, нім. Planimeter n, Flächenmesser m) — прилад для наближеного визначення площі плоских фігур неправильної форми.

## Принцип дії
Принцип дії приладу Амслера-Корадо заснований на вимірюванні довжин дуг, описуваних на поверхні спеціальним роликом із дуже малою плямою контакту. Ролик закріплений на одному із шарнірно з’єднаних важелів найпростішого пантографічного механізму. Відоме положення ролика щодо ланок механізму дозволяє при обході вимірюваного контуру вимірювальним штифтом пантографа - за рахунок прокатування роликом в кожен конкретний момент часу по дузі зі строго певним радіусом - апроксимувати вимірюваний контур прямокутником із відомою довжиною сторін і площею, рівною площі вимірюваного контуру.